# Вареники
Варе́ники (укр. вареники, [ʋɐˈrɛneke]) — украинское национальное блюдо в виде отварных изделий из пресного теста с начинкой из отварного мяса, овощей, грибов, фруктов, творога, картофеля и ягод. Вареники в XIX веке были известны также крестьянам Курской губернии. Сходно с марийским блюдом подкогыльо, бурятскими позами и др. блюдами из фаршированного теста. Аналогичное блюда польской кухни называется перо́ги.

## Разновидности
Ленивые вареники могут рассматриваться как разновидность обычных вареников, не требующая долгой лепки, либо как отдельное блюдо. Для их приготовления начинку (чаще всего творог) смешивают с тестом, затем раскатывают в жгут и нарезают как на галушки, после чего варят.
Креплики, или краплики — небольшие по размеру постные вареники, которые по традиции готовятся во время поста на Западной Украине, особенно в Сочельник. Начинкой для крепликов служит капуста, фасоль, грибы и рыба. Существует и сладкий вариант, с маком и сухофруктами.
Буцыки — вареники без начинки, которые после варки обжаривают и сметаной или мёдом, или же подают со шкварками.

## Приготовление
Тесто для вареников делается из пшеничной муки, может быть пресным, дрожжевым, на кефире. Оно раскатывается в тонкий слой, из которого нарезаются круглые, косоугольные или квадратные куски, и в них заворачивают начинку, в качестве которой используют рубленое отварное мясо с жареным луком, тушёную капусту, варёный картофель, творог; или свежие ягоды: вишню, чернику, клубнику. Далее края теста защипывают, кладут в кипящую воду (либо готовят на пару) и варят до тех пор, пока они не всплывут (и плюс ещё минуту-две, в зависимости от их размеров.
Вареники с мясом или картофелем после варки также можно обжарить на масле. Вареники с мясом, в отличие от пельменей, начиняются отварным мясом.
Подаются горячими со сметаной и/или сливочным маслом. Сладкие вареники (вишня, творог) часто посыпают сахарной пудрой или поливают мёдом. Вареники с мясом и с картофелем принято подавать с жареным луком и растительным маслом.

## Галерея

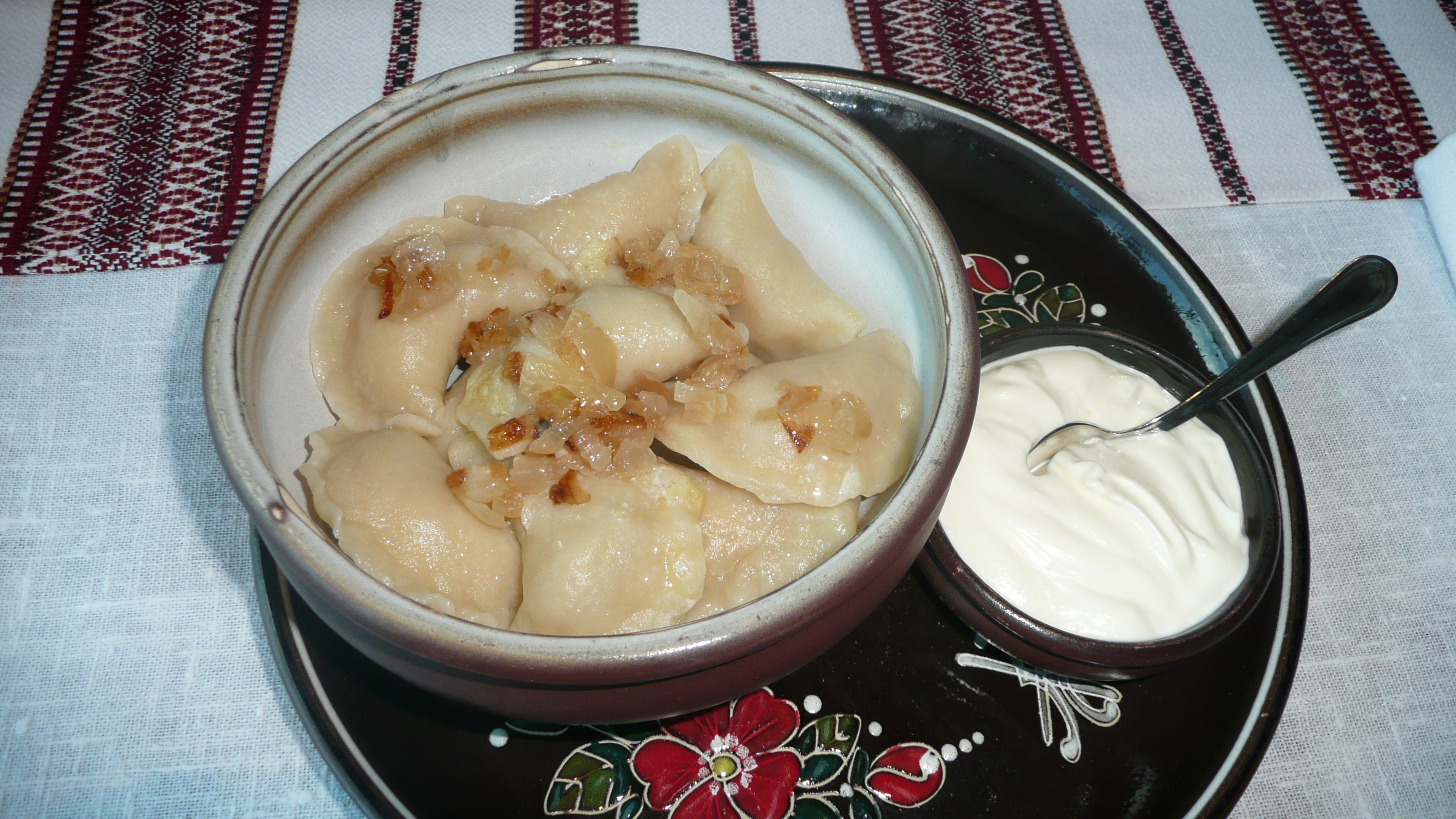
Вареники с мясом, сервированные со сметаной
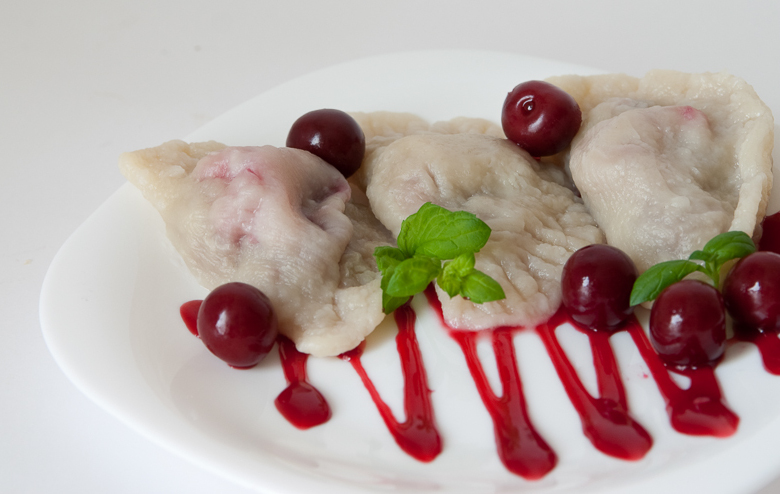
Вареники с вишней в качестве десерта
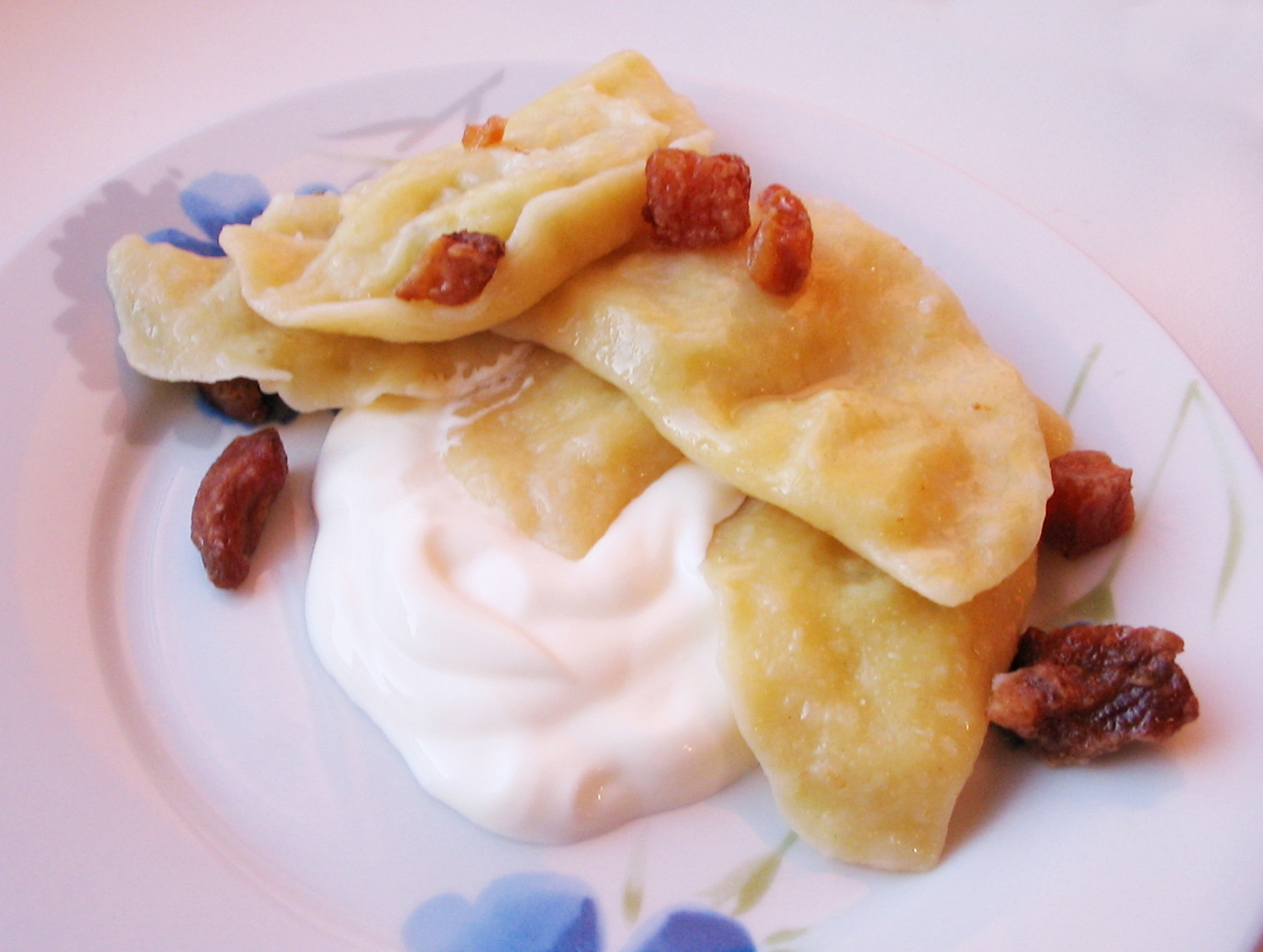
Вареники со сметаной и шкварками
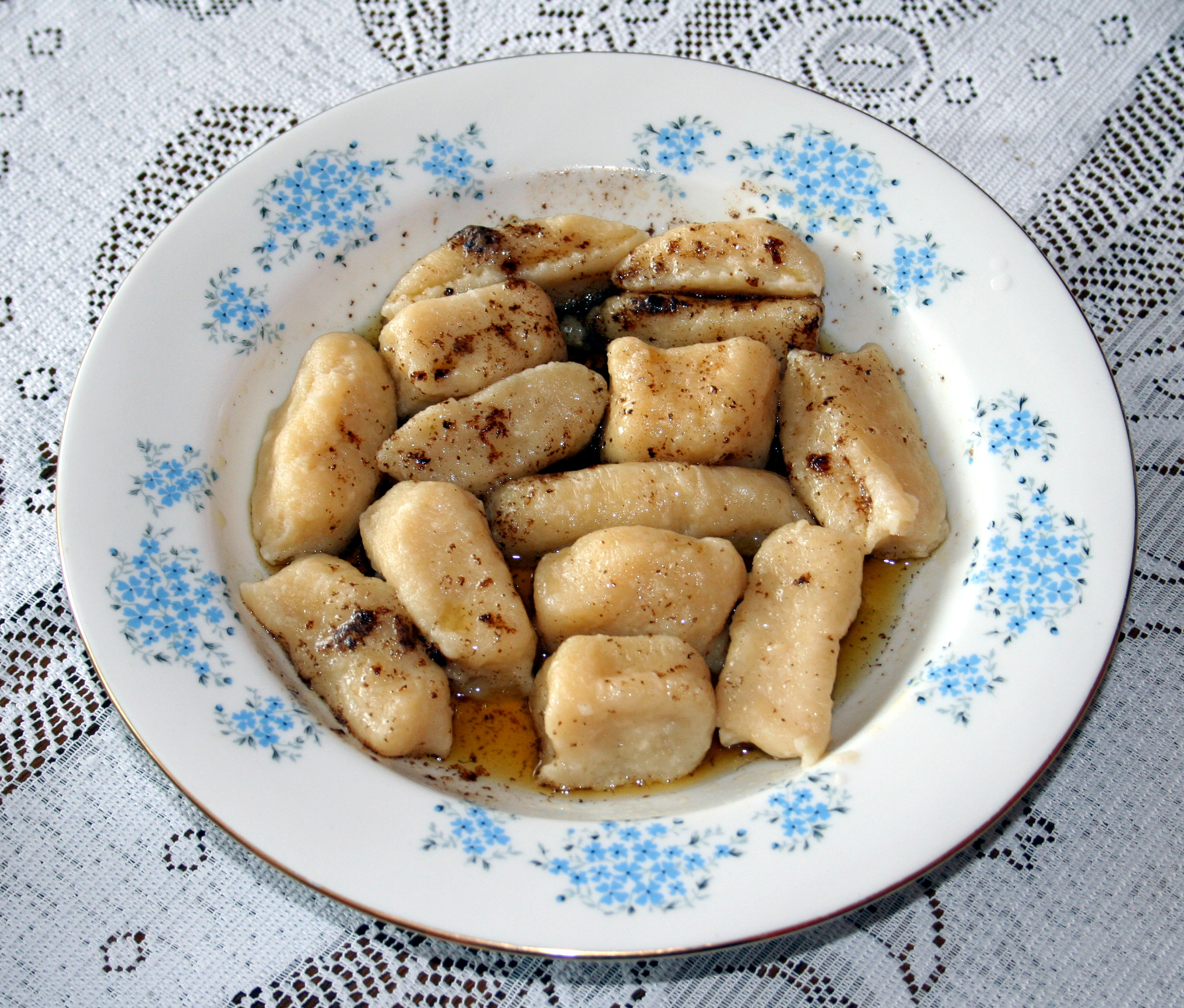
Ленивые вареники
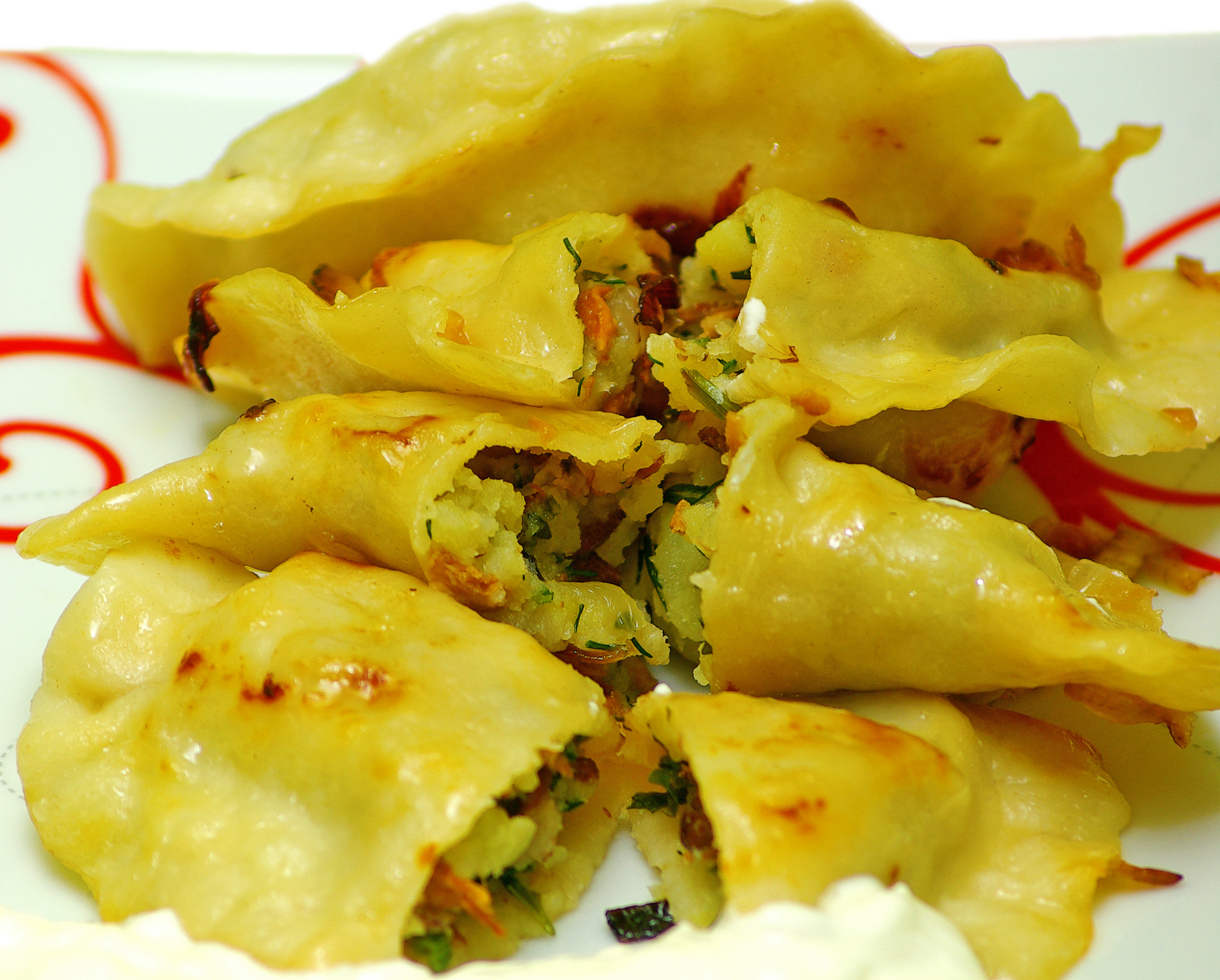
Вареники с картофелем и лисичками
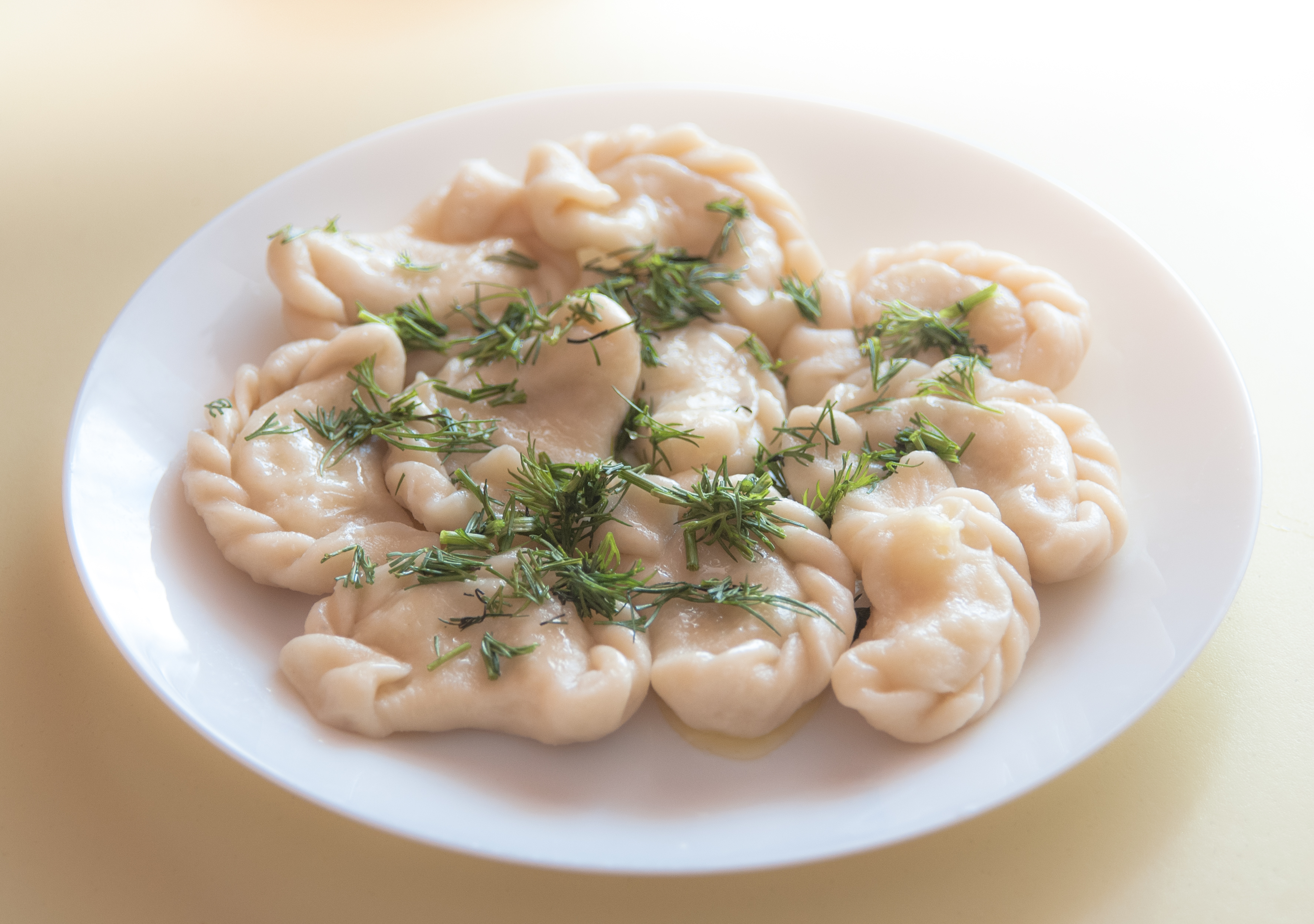
Вареники с творогом
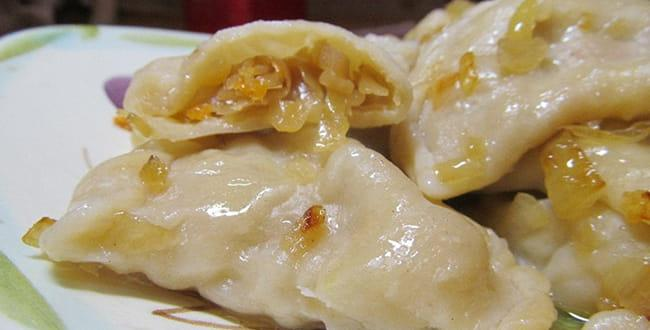
Вареники с капустой

## В литературе
О «вареничках пшеничных белых» упоминает Иван Котляревский в произведении «Энеида»:
«І ласощі все тілько їли,    
                    Сластьони, коржики, стовпці,
                     Варенички пшеничні, білі,
                     Пухкі з кав'яром буханці»
Вареники упоминаются в произведениях Николая Гоголя:

Один из памятников варенику расположен в украинском селе Синьки.

Тут заметил Вакула, что ни галушек, ни кадушки перед ним не было; но вместо того на полу стояли две деревянные миски: одна была наполнена варениками, другая сметаною. Мысли его и глаза невольно устремились на эти кушанья. «Посмотрим, — говорил он сам себе, — как будет есть Пацюк вареники. Наклоняться он, верно, не захочет, чтобы хлебать, как галушки, да и нельзя: нужно вареник сперва обмакнуть в сметану».
Только что он успел это подумать, Пацюк разинул рот, поглядел на вареники и ещё сильнее разинул рот. В это время вареник выплеснул из миски, шлёпнул в сметану, перевернулся на другую сторону, подскочил вверх и как раз попал ему в рот. Пацюк съел и снова разинул рот, и вареник таким же порядком отправился снова. На себя только принимал он труд жевать и проглатывать.
— Н. Гоголь, «Вечера на хуторе близ Диканьки».
Упоминает вареники в своих произведениях и Анджей Сапковский.
Описываются вареники и в «Описании Харьковского наместничества» 1785 года:

К вечеру же по большой части [жители] готовят себе пирошки, называемыя вареники, которых корка из пшеничнаго или гречишнаго теста, а начинка из свежаго тварагу, которой называется сыром; и их не пекут, а варят в воде, от чего уповательно они и звание своё получили.
— «1785 год» // Описания Харьковского наместничества конца XVIII века. — Киев: Наукова думка, 1991. —  С. 68.